# Billy Hamilton (football)
Pour les articles homonymes, voir Hamilton et Billy Hamilton.
William (« Billy ») Robert Hamilton (né le 9 mai 1957 à Bangor) est un footballeur nord-irlandais qui jouait au poste d'attaquant. Il a participé à deux coupes du monde avec l'équipe d'Irlande du Nord en 1982 et 1986. Lors du Mundial 1982, il inscrit contre l'Autriche deux de ses 5 buts en équipe nationale (en 41 sélections).
En club, Hamilton a joué à Linfield, QPR, Burnley et Oxford United.